# Heimdall (isten)
Heimdall a skandináv mitológia egyik legfényesebb Áz istene. Egyes források Odin fiaként említik, anyja kiléte bizonytalan, mindössze annyit tudunk, hogy Kilenc Nővér hozta a világra. Ez jelentheti a tenger ura, Égir és felesége, Rán Kilenc Lányát, akik a tenger hullámait testesítik meg. Ugyanakkor Heimdall lehet az Yggdrasil által eltartott Kilenc Világ gyermeke is. Heimdallról azt mondják, hogy "kilenc anyának" a fia, akik a kilenc világot képviselik az északi kozmológiában. Egy másik elmélet szerint, a tengerből született, s akkor a kilenc anya a tenger-óriás Ägirs lányai, a hullámok.
Heimdall a világokat összekötő szivárványhíd, a Bifröszt őre. Himinbjörg (Ég-orom) csarnokában él, és rendületlenül kémleli a láthatárt, hogy szemmel tartsa az óriásokat, nem terveznek-e támadást Asgard ellen. Birtokában áll a Gjallarhorn (Böhömkürt) nevezetű kürt, amelyet támadás esetén megszólaltat. Magányos őrségében az aranytaréjú kakas, Gullinkambi (Aranytaréj) és aranysörényű lova, Gulltopr jelentik a társaságot. Heimdall kivételes képességekkel rendelkezik: kevesebb alvásra van szüksége, mint egy madárnak, a szeme mindent lát, ami a Kilenc világban történik, a hallása pedig olyan kitűnő, hogy még a fű és a birkák gyapjának növekedését is képes meghallani. Emellett Áz létére a Vánokra jellemző jövőbelátással is rendelkezik.
Heimdall külsejét tekintve délceg dalia, fogai pedig színaranyból vannak.  
Az istenek alkonyával, a Ragnarök idején Heimdall megfújja majd a kürtöt, a szörnyetegek, óriások és istenek közti harcban pedig életét veszti Lokival szemben, akivel kölcsönösen megölik egymást.
A Heim jelentése "világ" és dallr jelentése "virágzó fa". Az etimológiájából arra lehet következtetni, hogy Heimdall a világfa, Yggdrasil jelképe. Mivel Yggdrasil feltehetően a Tejútnak egy körülírása, valószínű hogy Heimdall az ég istene volt. A Rigstulában elmesélik hogy Rig, aki nem más mint Heimdall vándor alakjában, ellátogat különböző emberek otthonába és lefekszik a ház asszonyaival. Eddával ("dédanya") nemzette a (rab)szolgákat, Ammával ("dajka") a szabad embereket és Moderrel ("anya") a magas rangú embereket. Így lett Rig (Heimdall) a három társadalmi osztály megalapítója, ami tükrözte az akkori világi rendet.

## Képességei és tartozékai
Heimdallnak aranyból voltak a fogai (néha úgy hívják Aranyfog), látása és hallása pedig csodálatos. A palotájából, Himinbjörgből (égi vár), kilátása volt az egész világra. Ott, Asgard szélén őrizte a Bifröszt (szivárvány) hidat és a kürtjébe (Gjallarhorn) fújva figyelmeztetti az isteneket az óriások közeledtéről a Ragnarökben. Annyi alvásra sem volt szüksége mint egy madárnak, és több tíz kilométerre ellátott. A hallása olyan jó, hogy hallja a fű sarjadását és a gyapjú növését a juhokon. Minden adottsága megvolt, ami egy jó őrnek kell legyen.
A Ragnarökben Heimdall és Loki egymással küzdenek és lándzsára felnyársalva a másikat, mindketten meghalnak.
Lovát Gulltoppnak (arany sörény) hívták, és Heimdall állandó kísérete egy kos volt.

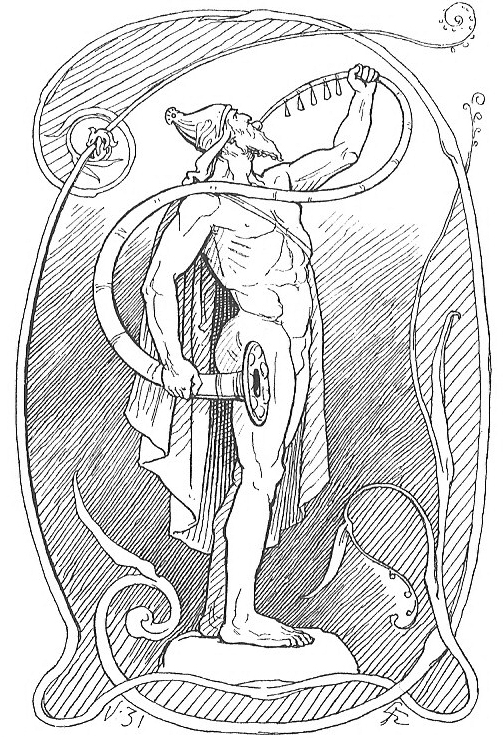
Heimdall kürtjét fújja (Gjallarhorn - Lorenz Frølich)

Idézet az Edda énekekből:
| Mímir fiai futnak, kimért sors közelít a viadalos-sereges Visszhang Kürtjéhez. Fújja harsányan Heimdall, fennen a kürt leng, Ódin akkor Mímir fejével szól. | Megremeg Yggdraszill, a magas kőris, jajdul agg törzs s ág, szabadul az óriás. Hél útjára rettegve hágnak a hősök, míg Szurt lángja mindent elnyel, felemészt. |  |

## Heimdall a mitológiában
A monda szerint Ask és Embla leszármazottai kezdetben primitíven éltek. Egy nap, partra futott egy hajó. A hajóban egy kisfiú aludt árpa derékaljon s körülötte különböző eszközöket és kincseket találtak. A fiút, aki Heimdall volt, az Ázok küldték le az emberekhez. Az emberek befogadták a fiút és mint a sajátjukat nevelték fel. Heimdall tanította meg az embereket, hogyan szelídítsék meg a szent tűzet. Oktatta őket a runák bölcsességéről, kézműves ismeretekre tanította őket valamint megszervezte a társadalmukat, és meghatározta a három társadalmi osztályt. Ebben a mondában Heimdall Rig álnéven járja a világot, valamint ismeri a rúnák titkát. Ez utóbbi vonása alapján több tudós azt feltételezi, hogy Rig valójában Odin, akinek alakja szorosan kapcsolódik a rúnákhoz, elvégre ő szerezte meg őket.

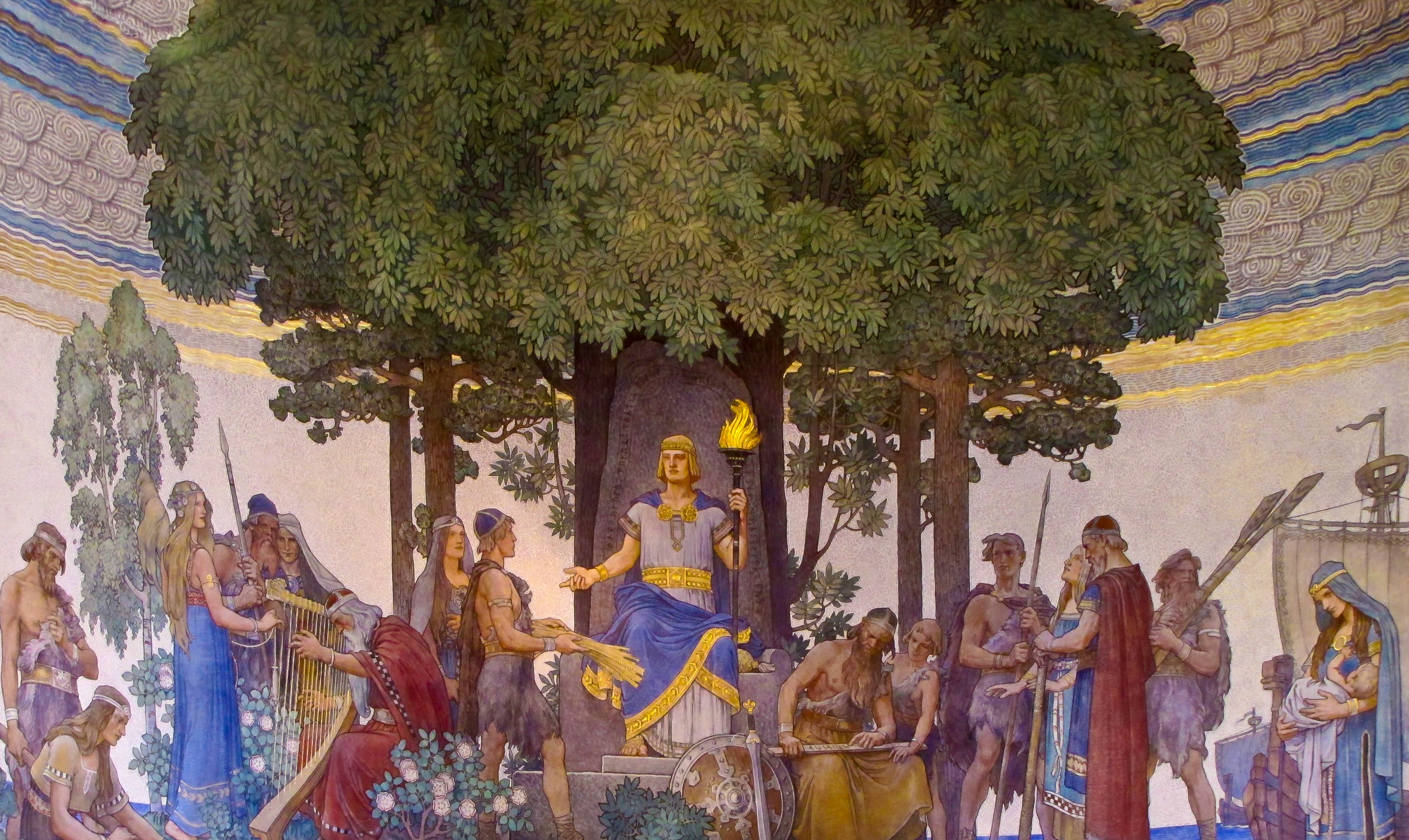
Heimdall átadja az Ázok ajándékait az embereknek - Nils Asplund (1907)

## Névváltozatok
- Gullintanne ("aranyfogú"), a fényre és a tűzre utal
- Hallinskide ("ferde rúd"), a "világoszloppal" kapcsolatban
- A fehér Áz, jelzőt Snorre Sturlason használta
- Rig (szanszkrit: "tudat és értelem", kelta: "király")

## Fordítás
- Ez a szócikk részben vagy egészben  a   Heimdall című svéd Wikipédia-szócikk fordításán alapul.  Az eredeti cikk szerkesztőit annak laptörténete sorolja fel. Ez a jelzés csupán a megfogalmazás eredetét és a szerzői jogokat jelzi, nem szolgál a cikkben szereplő információk forrásmegjelöléseként.
- Ez a szócikk részben vagy egészben  a   Heimdallr című angol Wikipédia-szócikk fordításán alapul.  Az eredeti cikk szerkesztőit annak laptörténete sorolja fel. Ez a jelzés csupán a megfogalmazás eredetét és a szerzői jogokat jelzi, nem szolgál a cikkben szereplő információk forrásmegjelöléseként.